# Šćedro
Koordinati:   43°05′20″N, 16°42′33″E
Šćedro je otok v srednjem delu Korčulskega kanala na hrvaškem delu Jadranske obale.

## Geografija
Otok leži okoli 1 milje južno od Hvara, od katerega ga loči Šćedranski kanal in ima površino 8,36 km². Dolžina obale meri 26,135 km. Najvišji vrh otoka je 113 mnm visoka Zelenikova Glava.
Šćredo je pretežno pokrit z borovim gozdom in makijo. Na otoku je tudi nekaj vinogradov, katere obdeljujejo  pridelovalci z bližnjega Hvara. Otoška obala je razčlenjena s številnimi zalivi v katerih so lepe peščene plaže. Zaliva Mostir in Lovišće na severni obli sta primerna sidrišča za jadrnice in manjše ladje. Zaliva Čarnjan in Borova na južnem delu otoka pa ste dobro zavarovana pred udari burje.
V zalivih Lovišće in Moster v poletnih mesecih obratje nekaj manjših restavracij.
Na otoku stojita dva svetilnika. Iz pomorske karte je razvidno, da prvi svetilnik, ki stoji na rtu Gornje Kurilo pred vstopom v zaliv Lovišće oddaja svetlobni signal: R Bl 3s. Nazivni domet svetilnika je 3 milje. Drugi svetilnik, ki stoji na jugovzhodni obali otoka, pa oddaja svetlobni signal: BR Bl 6s. Nazivni domet tega svetilnika je 10/6 milje.

## Prebivalstvo
V poletnih mesecih na otoku stalno živi le nekaj prebivalcev, ki pa  v zimskih mesecih otok zapustijo.

## Naselja
Nekdaj sta bili na otoku dve naselji: Mostir in Nestrane, ki pa sta sedaj več ali manj zapuščeni. V zaselku Nestran sta samo še dve hiši primerni za bivanje. Ostale so v ruševinah. 

## Zgodovina
Na otoku je nekaj prazgodovinskih gomil. V zaluvu Rake se na morskem dnu vidijo ostanki mozaikov, ki so pripadali  rimski
vili rustiki. V zalivu Mostir so ruševine dominikanskega samostana zgrajenega v 16. stol. in zapuščenega v 18. stoletju. Cerkev sv. Marije je iz 12. do 13. stol. in je bila kasneje vklopljena v večjo, novejšo cerkev grajeno v obdobju prehoda gotike v renesanso.
Šćredo je verjetno otok, ki je identičen s antičnim otokom Tauris, v čigar bližini se je leta 47 pr. n. št. odvijala pomorska bitka med Cezarjivim in Pompejevim ladjevjem.